# 卫星化学
卫星化学股份有限公司，前身为浙江卫星石化股份有限公司，再前身为浙江卫星丙烯酸制造有限公司 是一家专注于化学产品研发、生产和销售的中国化工公司。 公司主营业务为石油化工产品的生产和销售，是全球领先的丙烯酸及酯生产商。

## 产品
卫星化学从事C2 、 C3产业链。其产品包括丙烯酸及酯、甲基丙烯酸、颜料中间体、高分子乳液及树脂、高吸水性树脂、聚乙烯等产品。  

## 历史
浙江卫星石化成立于2005年，前身为浙江卫星丙烯酸制造有限公司。 
2011年12月28日，卫星化学在深圳证券交易所挂牌上市。 
在2012年，建设国内首套引进美国UOP技术的丙烷脱氢装置
2020 年，卫星化学获得监管部门批准，将在江苏省建造一座耗资 42 亿美元的石化综合设施，用于加工来自美国的乙烷。
卫星化学位列2023年《财富》中国500强第242位

## 社会活动
2019“卫星杯”连云港·徐圩国际马拉松于10月20日在中国连云港徐圩新区圆满举行。 本次赛事由中国田径协会、江苏省体育局、连云港市人民政府主办，国家东中西部区域合作示范区管委会、连云港市体育局承办。本届马拉松比赛设全程马拉松（42.195公里）、半程马拉松（21.0975公里）和迷你马拉松（约5公里）比赛，吸引了15000名参赛者，其中包括152名外籍运动员，他们主要来自肯尼亚、埃塞俄比亚、法国、美国、加拿大、俄罗斯等42个国家和地区。